# Zygmunt Krzepicki
Zygmunt Krzepicki, Zyzio Krzepicki – postać fikcyjna, sekretarz Nikodema Dyzmy. Jeden z głównych bohaterów powieści Tadeusza Dołęgi-Mostowicza Kariera Nikodema Dyzmy i jej adaptacji.

## W adaptacjach
W filmie Nikodem Dyzma z 1956 postać nie pojawia się. W serialu radiowym Kariera Nikodema Dyzmy z 1979 roku w tej roli wystąpił Jerzy Kryszak, a w serialu telewizyjnym Kariera Nikodema Dyzmy z 1980 wcielał się w nią Jerzy Bończak.
Z kolei w rolach teatralnych w postać Krzepickiego wcielali się m.in.:
- Stanisław Szymczyk (sztuka Kariera Stanisława Powołockiego, Teatr 7.15 Łódź, reż. Feliks Żukowski, 1960)[5]
- Sławomir Zemło (Teatr Polski w Bydgoszczy, reż. Remigiusz Caban, 1995)[6]
- Robert Talarczyk (Dyzma musical Władysława Korcza, Teatr Rozrywki w Chorzowie, reż. Laco Adamík, 2002)[7]
- Grzegorz Wolf (Dyzma musical Władysława Korcza, Teatr Miejski im. Witolda Gombrowicza w Gdyni, reż. Jan Szurmiej, 2007)[8]
- Łukasz Pruchniewicz (Teatr im. Stefana Żeromskiego w Kielcach, reż. Piotr Sieklucki, 2010)[9]
- Artur Steranko (Teatr im. Stefana Jaracza w Olsztynie, reż. Michał Kotański, 2013)[10]
- Jacek Zawada (Teatr Syrena w Warszawie, reż. Wojciech Kościelniak, 2014)[11].